# Kingsley Ben-Adir
Kingsley Ben-Adir (Gospel Oak, 28 de fevereiro de 1986) é um ator inglês que já atuou em várias peças em teatros de Londres. Interpretou o patologista Marcus Summer no drama de detetive Vera da ITV e o detetive particular Karim Washington na segunda temporada da série The OA da Netflix. De 2017 a 2019, apareceu nas temporadas quatro e cinco da série de televisão Peaky Blinders da BBC One. Já em 2021, estrelou como Malcolm X no filme One Night in Miami..., da  Amazon Studios.

## Infância e educação
Ben-Adir nasceu em Gospel Oak, Londres, Inglaterra, filho de mãe negra de Trinidad e Tobago e pai inglês branco. Ele frequentou a William Ellis School em Gospel Oak, no noroeste de Londres. Ele se formou na Escola Guildhall de Música e Drama em 2011.

## Carreira
Em 2011, Ben-Adir atuou na peça aclamada pela crítica de Gillian Slovo, The Riots no Tricycle Theatre. Em 2012, ele interpretou Demetrius em Sonho de uma Noite de Verão no Regent's Park Open Air Theatre.
Em 2013, ele interpretou Borachio na produção de Mark Rylance de Much Ado About Nothing no Old Vic em Londres e também jogou em God's Property no Soho Theatre.
Em 2014, Ben-Adir atuou na peça We Are Proud to Present a Presentation About the Herero of Namíbia, Formerly Known as Southwest Africa, From the German Sudwestafrika, Between the Years 1884-1915 no Bush Theatre em Londres. A peça recebeu críticas positivas.
De 2017 a 2019, Ben-Adir apareceu nas temporadas quatro e cinco da série de televisão Peaky Blinders da BBC One, no papel do coronel Ben Younger.
Em 2020, Ben-Adir estrelou como Malcolm X no filme da Amazon Studios, One Night in Miami... dirigido por Regina King. Ben-Adir estrelou ao lado de Eli Goree (Cassius Clay), Leslie Odom Jr. (Sam Cooke) e Aldis Hodge (Jim Brown).
Em fevereiro de 2022, Ben-Adir foi escalado para interpretar Bob Marley em sua biopic Bob Marley: One Love, dirigida por Reinaldo Marcus Green para a Paramount Pictures. Em abril de 2022, ele se juntou ao elenco do filme Barbie.
Em 2023, Ben-Adir interpretou na série Invasão Secreta do Universo Cinematográfico Marvel o papel de Gravik.

## Cinematografia

### Cinema
| Ano  | Título                      | Personagem              | Notas         |
| ---- | --------------------------- | ----------------------- | ------------- |
| 2012 | City Slacker                | Bandido                 |               |
| 2013 | Guerra Mundial Z            | Officer Hawkins         | Não creditado |
| 2016 | Trespass Against Us         | Sampson                 |               |
| 2017 | Rei Arthur: Lenda da Espada | Wet Stick               |               |
| 2018 | The Commuter                | Agente Garcia           |               |
| 2019 | Noelle                      | Jake Hapman             |               |
| 2020 | One Night in Miami          | Malcolm X               |               |
| 2023 | Barbie                      | Ken jogador de basquete |               |
| 2024 | Bob Marley: One Love        | Bob Marley              |               |

### Televisão
| Ano     | Título                   | Personagem        | Notas                           |
| ------- | ------------------------ | ----------------- | ------------------------------- |
| 2013    | Agatha Christie's Marple | Errol             | Episódio: A Caribbean Mystery   |
| 2014–18 | Vera                     | Dr. Marcus Summer | 16 episódios                    |
| 2016    | Midsomer Murders         | Bartholomew Hines | Episódio: Saints and Sinners    |
| 2016    | Ordinary Lies            | Jake              | Episódio: Jenna                 |
| 2017    | Death in Paradise        | Irie Johnson      | Episódio: The Impossible Murder |
| 2017    | Diana and I              | Russell           | Filme para televisão            |
| 2017–19 | Peaky Blinders           | Col. Ben Younger  | 5 episódios                     |
| 2018    | Deep State               | Khalid Walker     | 4 episódios                     |
| 2019    | The OA                   | Karim Washington  | 6 episódios                     |
| 2020    | High Fidelity            | Russell McCormack | 7 episódios                     |
| 2020    | Love Life                | Grant             | Episódio: The Person            |
| 2020    | The Comey Rule           | Barack Obama      | 2 episódios                     |
| 2020    | Soulmates                | Franklin          | Episódio: Watershed             |
| 2022    | Invasão Secreta          | Gravik            | 6 episódios                     |

## Teatro
| Ano  | Título | Função    | Notas                                        |
| ---- | --- | --------- | -------------------------------------------- |
| 2011 | The Riots | Artista   | Tricycle Theatre, Londres                    |
| 2012 | Sonho de uma Noite de Verão | Demetrius | Teatro ao Ar Livre de Regent's Park, Londres |
| 2013 | Muito Barulho por Nada | Borachio  | The Old Vic, Londres                         |
| 2013 | God's Property |           | Soho Theatre, Londres                        |
| 2014 | We Are Proud to Present a Presentation About the Herero of Namibia, Formerly Known as Southwest Africa, From the German Sudwestafrika, Between the Years 1884–1915 | Ator 2    | Bush Theatre, Londres                        |

## Prêmios e indicações
| Ano  | Prêmio                                      | Categoria                      | Trabalho           | Resultado |
| ---- | ------------------------------------------- | ------------------------------ | ------------------ | --------- |
| 2021 | British Academy Film Awards                 | Prêmio Estrela em Ascensão     | Ele mesmo          | Indicado  |
| 2021 | Festival de Cannes                          | Trophée Chopard                | Ele mesmo          | Venceu    |
| 2021 | Prêmio Screen Actors Guild                  | Elenco excepcional em um filme | One Night in Miami | Indicado  |
| 2021 | Prêmio Independent Spirit                   | Prêmio Robert Altman           | One Night in Miami | Venceu    |
| 2020 | Gotham Awards                               | Ator Revelação                 | One Night in Miami | Venceu    |
| 2020 | Prêmios da Chicago Film Critics Association | Intérprete mais promissor      | One Night in Miami | Indicado  |
| 2020 | Prêmios de Cinema de São Francisco          | Conjunto Excelente             | One Night in Miami | Venceu    |
| 2020 | Atlantic Film Critics Circle                | Artista Revolução              | One Night in Miami | Venceu    |
| 2020 | Prêmios Satélite                            | Melhor Ator Coadjuvante        | One Night in Miami | Indicado  |
| 2020 | Indiana Film Journalists Association        | Melhor Ator                    | One Night in Miami | Indicado  |